# Vertriebssteuerung
Die Vertriebssteuerung ist ein Teilbereich der Unternehmensführung und befasst sich mit der Steuerung des Vertriebs.

## Definition
Die Vertriebssteuerung setzt die strategischen Ziele des Unternehmens in operativ umsetzbare Vertriebsziele um und macht damit den Vertrieb zu einem strategischen Instrument der Unternehmensführung. Die Definition des Steuerungsbegriffes im Vertriebsmanagement weist in verschiedenen Quellen eine erhebliche Varianz auf. Meist wird Vertriebssteuerung in Bezug auf Allokation von Ressourcen definiert. So bezeichnet Pangratz die Vertriebssteuerung als „die konkrete Gestaltung und den Einsatz der vertrieblichen Mittel, Maßnahmen und Funktionsträger“. Breitere Definitionen subsumieren auch Controllingaktivitäten unter dem Begriff des Vertriebsmanagements. Teilweise wird die Vertriebssteuerung als Teilbereich des Marketings betrachtet.

## Aufgaben
Der Vertriebssteuerung werden in der Praxis folgende Kernaufgaben zugeschrieben::
- Steuerung der Marktbearbeitung und Ressourcenallokation: Verteilung der Vertriebsressourcen auf Markt- und Kundensegmente sowie Definition geeigneter Zuteilungsmechanismen
- Management von Zielkonflikten: Harmonisierung von miteinander in Konflikt stehenden Zielen (z. B. kurzfristiger Verkaufserfolg vs. langfristige Profitabilität)
- Entlohnung und Anreize von Vertriebsmitarbeitern: Definition von Vergütungssystemen, die zur optimalen Motivation von Vertriebsmitarbeitern führen sowie zur Beilegung von Interessenkonflikten (z. B. zu hohe Rabattgewährung seitens der Vertriebsmitarbeiter zur Erfüllung von Umsatzzielen bei abnehmender Profitabilität)
- Controllingprozesse: Durchführung einer kontinuierlichen Ziel- und Prämissenkontrolle sowie von Abweichungsanalysen

Konkret umfasst dies unter anderem folgende Aktivitäten:
- Planung des Vertriebserfolgs nach Kunde, Produkt, Region, Vertriebsbeauftragter
- Vorgabe des Umsatzes je Vertriebsressource
- Vorgabe des Umsatzes je Kunde
- Vorgabe des Umsatzes je Produkt
- Kontrolle der Planungsvorgabe
- Analyse der Abweichung
- Erarbeitung von Maßnahmen zur Zielerreichung
- Provisionsabrechnung der Vertriebspartner etwa nach Zielvereinbarung

## Rollen und Verantwortlichkeiten
Je nach Unternehmensgröße und Organisationsstruktur kann die Vertriebssteuerung bei einer oder mehreren Personen liegen, die ganz oder teilweise dafür verantwortlich sind. Da es sich bei der Vertriebssteuerung grundsätzlich um eine Führungsaufgabe handelt, ist die Geschäftsführung in der Verantwortung. In einer großen Organisation, die dazu tendiert, sehr arbeitsteilig zu sein, ist die Funktion der Vertriebssteuerung häufig eine Hilfs- oder Stabsfunktion der Bereichs- oder Vertriebsleitung.